# Strikeforce: At The Dome
Strikeforce: At The Dome é um evento de artes marciais mistas promovido pelo Strikeforce, ocorrido em 23 de fevereiro de 2008 no Tacoma Dome em Tacoma, Washington.
O evento marcou a estréia norte americana de Bob Sapp.